# Onthophagus kulti
Onthophagus kulti är en skalbaggsart som beskrevs av Vladimir Balthasar 1952. Onthophagus kulti ingår i släktet Onthophagus och familjen bladhorningar. Inga underarter finns listade i Catalogue of Life.